# Liberal de Altino
San Liberal de Treviso (San Liberale) es un santo del siglo IV. La tradición establece que fue un sacerdote que se opuso al arrianismo y trabajó para convertir a los arrianos y fue perseguido en Ancona.

## Leyenda
Una leyenda, escrita alrededor del siglo X e incorporando los elementos de otras biografías de santos, dice que Liberal era nativo de Altinum y procedente en una noble familia. Según esta leyenda, fue educado en la fe cristiana por Heliodoro de Altino , primer obispo cristiano de la ciudad.
Enfrentado con la creciente ola de arrianismo, Heliodoro se retiró como obispo y vivió como eremita en una isla desierta en los lagos cerca de Altino. Liberal fue en busca de Heliodoro para convercerle de su vuelta pero, durante el camino, tuvo una visión en la que un ángel le anunció la muerte de su amigo. Liberal viajó por Castrazone pero fue incapaz de encontrar a Heliodoro por lo que decidió dedicarse también a la vida de eremita. Murió el 27 de abril y fue enterrado en la iglesia de Castrazone.

## Veneración
Sus reliquias fueron llevadas a Treviso desde Altinum por el 452 para salvaguardarlo de las hordas de los hunos. De todas maneras, la presencia de sus reliquias no están atestiguadas ya que no existen documentos que lo atestigüen. En el siglo XII, Liberal fue proclamado patrón de Treviso, junto a San Pedro y San Pablo. Liberalis se convirtió en patrón de Castelfranco Veneto como resultado de la fundación de los ciudadanos de Treviso en 1199.

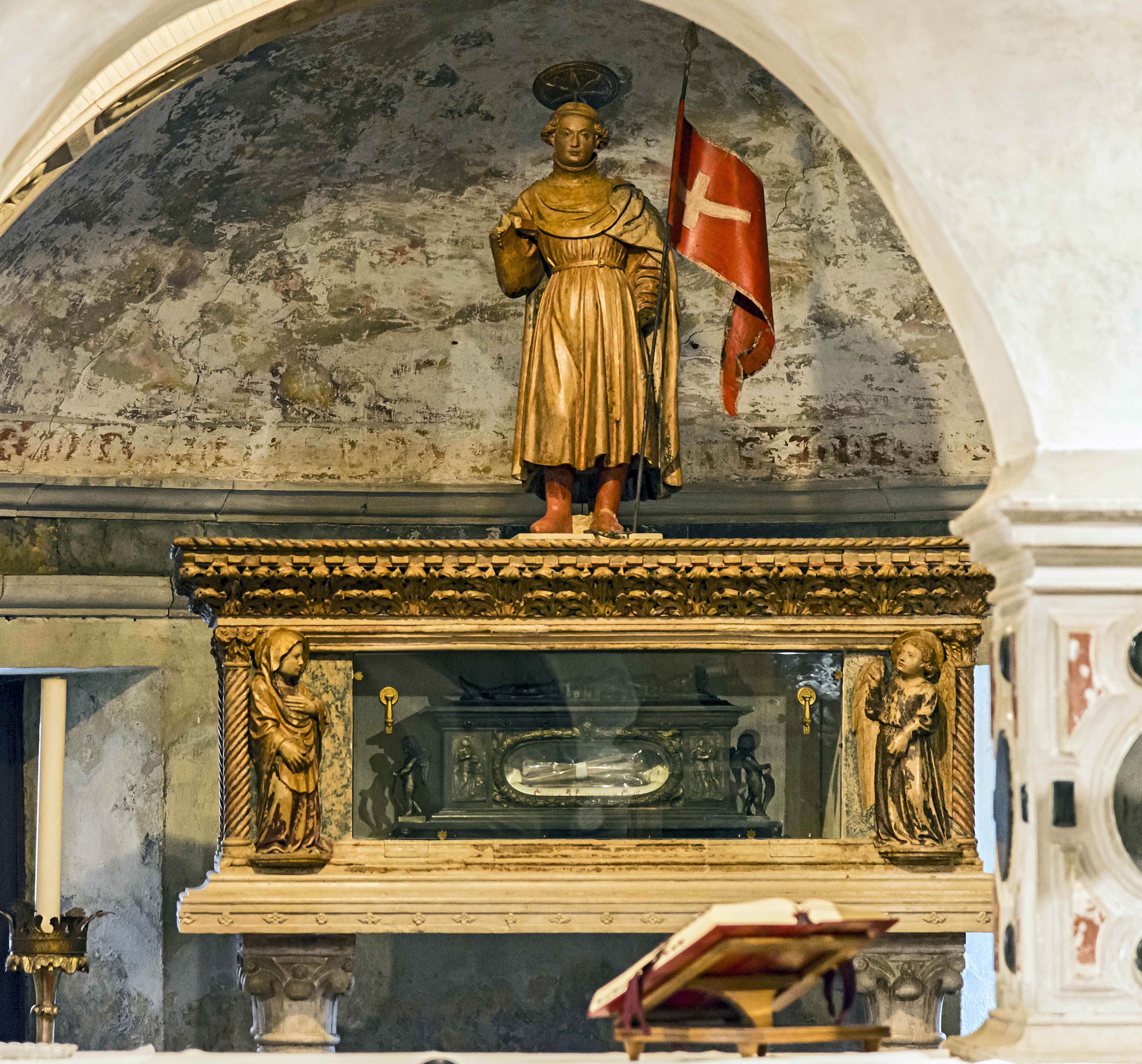
Relicario de Liberal de Altino, en la catedral de Treviso.